# Lionel Scoccimaro
 (janvier 2017).
Si vous disposez d'ouvrages ou d'articles de référence ou si vous connaissez des sites web de qualité traitant du thème abordé ici, merci de compléter l'article en donnant les références utiles à sa vérifiabilité et en les liant à la section « Notes et références ».
Lionel Scoccimaro est un artiste contemporain né le 3 août 1973 à Marseille.
Il vit et travaille à Marseille. Il est représenté en France par la Galerie Olivier Robert à Paris. 

## Expositions personnelles
- 2010
  - « Waiting for the perfect day » Galerie Olivier Robert, Paris. France
  - « Fire delight in its form »  La Chaufferie, Strasbourg. France.*
  - « Photographs» Alexia Goethe Gallery, Londres. GB*
- 2009
  - « From pin-up to surf trip » Centre d’art Le bleu du ciel/ Résonance biennale de Lyon, Lyon .France. (commissaire : G Verneret)
  - « Les octodégénérés 2001/2009 » Le bleu du ciel 2 / Résonance biennale de Lyon, Lyon .France
  - « Go big or go home» Carpenters workshop Gallery, Londres. GB.
  - « Sweet Palace» Galerie des Bains-Douches, Marseille. France.
- 2008 
  - « Cabinet de curiosités ».  Galerie Martagon, Malaucène, France.
  - « Buro bildende Kunst ».  DE WILLEM 3 .Vlissingen. Hollande.(commissaire: L. Riekweill).
  - « Homeless by design ». « la dégélée Rabelais ». Aperto/Frac Languedoc-Roussillon. Montpellier.F.(commissaire : E. Latreille/aperto).*
  - « Little Bastard » VF Galerie, Marseille.France.
- 2007
  - « Water-Tanks & sugar histories » . Galerie In-situ. Aalst. Belgique.
  - « Beyond the valley of the sugar histories » . Centre d’Art Chapelle St Jacques. Saint-Gaudens.F. (commissaire : V.Mazouin)*
  - « Hot pictures &Flammed paintings 3 ». Galerie SAGACE. École des Beaux arts de Pau. France.*
  - « Heavenly Bodies... » . Centre d’Art Image/Imatge.. Orthez. France.(commissaire: E.Flory)*
  - Statement  Docks art fair. Lyon. VF galerie. France.*
- 2006  
  - « Hot pictures & flammed paintings ». Centre d'arts plastiques de Saint-Fons*
  - « Custom Made ». De Willem3, Vissingen. Hollande
- 2005  
  - « Laudy VS Scoccimaro ». Galerie Martagon, Malaucène (avec Christian Laudy)
  - « Hot pictures & flammed paintings ». Galerie In-situ, Aalst. Belgique
  - « Diabolo, bridge & candy ». Galerie Averse/Espace à vendre, Nice
- 2004 
  - « Custom Made ». Galerie Alain Legaillard, Paris
  - « Rira bien qui rira le dernier ». Centre d’art de Morsang-sur-Orge*
- 2003 
  - « Quelques gouttes suffisent… ». Galerie de l’École supérieure des beaux-arts, Aix-en-Provence* **Galerie Aperto, Montpellier
- 2001 « Plan B ». Les Variétés, Marseille (avec Christophe Pérez)
- 2000 « Tohu-Bohu », Marseille.
- 1999
  - « Vacances Bleues », Marseille
  - « L’art renouvelle… ». Passage de l’Art, Marseille*
- 1995
  - « Aujourd’hui je ne me lèverai pas… ». Galerie de l’Université, Aix en Provence

## Expositions collectives
- 2002
  - «Chambre Double», Galerie Alain Le Gaillard à l'Hôtel La Louisiane. Paris. France[1].
- 2011             
  - « Festival » .Galerie Olivier Robert. Paris. France.(avec G.Traquandi)
  - « Are pictures always paintings ? », Alexia Goethe Gallery, London. GB.
  - « Art Paris », Galerie Olivier Robert, Paris. France *
  - « skateboarding is not a crime », Spacejunk centre d’’art contemporain, Bayonne. France.* (commissariat S. Pecques)
  - « Miroir, mon beau miroir », fondation Van Gogh, Arles. France.
- 2010
  - « YIA young international artists », Galerie Olivier Robert, Miami beach. EU.
  - « figure libre », centre  municipal d’art contemporain, Guyancourt. France.*
  - « Art festival », Alexia Goethe Gallery, London. Hay-on-wye. GB.
  - « Pop Hymns », Alexia Goethe Gallery, London. GB.
  - « Lik it up », Vidéospread, Media façades festival, Berlin. Allemagne.
  - « Collections ». Musée d’art contemporain, Marseille. France.*
  - « Make vanitas your own », Alexia Goethe Gallery, London. GB.
  - « festival Apart » . Mas de la dame.  Saint-rémy de provence. France. (avec Philippe Ramette*)
  - « Fake » . stedelijk museum. Aalst. Belgique . . (commisdsariat J De Nyst*)
  - « Suddeley Castle, a selling exhibition » . Sotheby’s. Suddeley. GB . . (commissariat Sotheby’s UK)*
  - « Arts éphémères » . Parc de maison blanche. Marseille .France .  (commissariat T. Ollat)
  - « ArteFiera », Bologne, Italie. Carpenters workshop Gallery. London*
  - « Selected works » . Carpenters workshop Gallery. London.GB.
  - « Nouveaux collectionneurs :  Acquisitions 2009 » . Galerie of Marseille. Marseille. France.*
- 2009
  - « Smolett is beautifull » .Galerie espace à vendre. Nice. France.
  - « Art project» .Galerie Yvon Lambert. Paris. France.
  - « Noli Me tangere» .Galerie Olivier Robert. Paris. France.
  - «Les Putes» . Galerie Marion Meyer. Paris. France. (commissariat G. Scarpetta)*
  - « Slick 09 ». Galerie espace à vendre . le 104. Paris. France.*
  - « Art cycle » .Galerie Espace à vendre. Nice. France.
  - « Nuit Blanche », centre d’art Chapelle des Calvairiennes. Mayenne. France. (commissariat M. Courthet)
  - « Kunst salon » . In-situ gallery. Berlin .Allemagne.*
  - « Les Putes » . Galerie Martagon. Malaucène. France. (commissariat G. Scarpetta)*
  - « when crooks roam the street » .Galerie olivier robert. Paris. France.
  - « Not all art is useless », design High, Louise Blouin Foundation, Londres.GB. (commissaire : N. Kovacs)
  - « Lart au Paradis », Marseille. France.
  - « Expectations », In-Situ Gallery & Insi2 Gallery, Aalst. Belgique.
  - « Collections ». Musée d’art contemporain, Marseille .France.*
  - « Art Basel », Carpenters workshop Gallery, Londres, Bâle, CH.*
  - « Faux frères », In-Situ Gallery, Aalst. Belgique.
  - « The design show », Galerie Magda Danysz / Carpenters workshop Gallery, Paris. France.
  - « Gamerz 04 », Espace Sextius/ Arborescence, Aix-en Provence. France.
  - « L’art s’invite au bureau », CCI, Marseille. France.
  - « Plus Belle la vie », Galerie Espace  vendre. Nice. France. (commissariat D.Biard / ADIAF)
  - « Hors jeux », Espace culturel François Mitterrand. Beauvais. France. (commissariat C.Lebas)
- 2008 
  - « Design/Art london », Carpenters workshop Gallery, Londres. GB*
  - « Slick », VF Galerie. Paris. France.*
  - « Show room no 1 », Artorama, Ateliers Boisson, Marseille. France.
  - « Lik it up », Vidéospread, Écran Caszuidas, Amsterdam. Hollande.
  - « Utopia », Timmerfabriek Aktuel Kunst, Vlissingen, Hollande. (commissariat Jan de Nys)*
  - « Collections ». Musee d art contemporain, Marseille.France.
  - « la dégélée Rabelais », la Panacée, Frac Languedoc-Roussillon. Montpellier.France.(commissaire E.Latreille & D Thevenot)*
  - « Utopia », Sharpoord cultur centrum. Knokke. Belgique. (commissariat Jan de Nys)*
  - Art Brussels, galerie In-Situ, Bruxelles.Belgique.*
- 2007 
  - « Curating Contest », Hôtel La Louisiane. Paris. France. (commissaire O. Robert)
  - « Les amis de mes amis… », VF Galerie, Marseille. France.
  - « Marseille Artistes Associés », Musée d’art contemporain, Marseille .France. (commissariat D.Biard / ADIAF & Chiara Parisi)*
  - « Toronto International Art Fair », Artcore Gallery / Fabrice Marcolini. Toronto. Canada.*
  - « Show off », VF Galerie, Paris, France *.
  - « Art project » .Galerie Yvon Lambert. Paris. France.
  - « kunst & wunderkamern », Sharpoord cultur centrum. Knokke. Belgique, (commissariat Jan de Nys)*
  - « vos dessins s’il vous plait », galerie Espace à Vendre, Nice.France.
  - « Enlarge your practice », sextant et plus, la friche la belle de mai. Marseille. France.(commissariat Jean Max Colard, Claire Moulène & Mathilde Villeneuve)
  - « Cabinet démocratique », villa Cameline. Nice France.
  - « Les reflets », printemps français en Lettonie, Jurmala, Lettonie .(commissariat Inga Bruvere)*
  - « Huge », Art Core Gallery / Fabrice Marcolini, Toronto, Canada.
  - « Photo London », international photography art fair  galerie Olivier Robert, Londres.Angleterre.
  - « Art brussels », galerie In-Situ, Bruxelles*
  - « Altitude de croisière », VF Galerie, Marseille. France.
- 2006 
  - « Collection ». Galerie Espace à vendre  . Nice.France.
  - « Speed up your life» . Feld fuer kunst. Hambourg.Allemagne.(commissaire Erika Lotokyj)
  - « Show off ». Galerie Alain Legaillard. Paris.France*
  - « Les artistes et ceux qui les soutiennent » .  Espace Tajan .Paris.France.
  - « Le tas d’esprits » . Galerie Espace à vendre . Hôtel la Louisiane. Paris. France. (commissaire Ben Vautier)
  - « Du corps à l’âne» . Galerie Martagon. Malaucène.France.
  - « Varium et mutabile semper…» . Galerie Friche de la Belle de Mai. Marseille.France. (commissaires Sextant&plus)
  - « KunstRai art Fair ». Galerie In-Situ. Amsterdam. Hollande.*
  - « Stock en stock ». Galerie Aperto. Montpellier.France.*
  - « Open ». Galerie Espace à vendre. Nice.France.
- 2005
  - « Summer exhibition », Carpenter’s workshop/Galerie Legaillard. Londres. Angleterre.
  - « Boost in the shell », De Bond Cultural Center. Bruges. Belgique.* (commissaire Jérome Jacob).
  - « Gekleurde Vormgeving » Kunst design, Stédélijck Muséum. Aalst. Belgique.* (commissaire jan de nys).
  - « C’est vendu…», Galerie Averse/Espace à vendre. Nice
  - « OutDoor 1 », Map gallery / Galerie Alain Legaillard .Bruxelles.Belgique.
- 2004
  - Fiac. Paris. Galerie Alain Legaillard*
  - « V.F » , Galerie Le Garage. Toulouse*
  - « Summer show », Galerie Alain Legaillard. Paris.
  - « ArteFiera », Bologne, Italie. Galerie Alain Legaillard.*
- 2003
  - « Taboo » , Galerie Roger Pailhas. Marseille.
  - « Résonance  peinture ». Fiac. Paris. Galerie Alain Legaillard.*
  - « Le pari … », Musée des tapisseries ; Aix-en-provence* (commissaire B. Ely).
  - « Proposition marseillaise » , Centre d’art de Vélizy.* (commissaire H.Vanmel).
- 2002
  - « Chambre double » , Hôtel  Louisiane/ Galerie Legaillard. Paris. (commissaire  O. Robert).
  - « Summer show », Galerie Alain Legaillard, Paris.
  - « Art Brussels », Bruxelles, Belgique. Galerie Alain Legaillard.
  - « Imageries 3 », Galerie Porte-Avion, Marseille.
  - « Guinéa Pigs » , Grande Halle de La Villette, Paris.*(commissaires sextant&plus).
  - « ArteFiera », Bologne, Italie. Galerie Alain Legaillard.
- 2001
  - « Summer is an attitude ». Galerie Alain  Legaillard, Paris.
  - « Imageries 2 », Galerie EOF, Paris.*
- 2000
  - « Project Room », Arca / Galerie Roger Pailhas, Marseille.*
- 1999
  - « Astérides : les résidents », Galerie  Friche de la Belle de Mai, Marseille.*
  - « Culture et Entreprise », Musée des Tapisseries, Aix en  Provence.*
  - « La croisière s’ennuie », Galerie Friche de la Belle de Mai, Marseille.*
- 1998                      «Imageries », galerie RLBQ, Marseille.
- 1997
  - « Les enfants des Bonfils », Centre d’Art Contemporain, Ventabren.*
  - « Autour de Pierre Molinier », Galerie Porte-Avion, Marseille.
  - « Un jardin à la française », Galerie Cargo, Marseille.
- 1996
  - « Artissima », Turin, Italie. Galerie Cargo.
  - « Kultubry 1996 », Institut Culturel Français, Copenhague, Danemark.
- 1995
  - « Biennale d’Art Contemporain », Galerie Cargo, Marseille.
  - « Espace public », Institut Culturel Français, Marrakech, Maroc.

## Résidences
- Mars 1999 - Janvier 2000	          Astérides, Friche de la Belle de Mai, Marseille.
- Décembre - Mars 1999	                      Triangle-France, Friche de la Belle de Mai, Marseille.
- Mai-juin 1995		                       Institut Culturel Français, Marrakech, Maroc.

## Collections publiques
- 2010 : Fond communal d’art contemporain de la ville de Marseille.
- 2010 : 1 % collège Roy d’Espagne, CG 13, Marseille.
- 2009 : collection d’art contemporain, chambre de commerce et d’industrie, Marseille.
- 2008 : les nouveaux collectionneurs, CG 13, Marseille.
- 2006 : collection centre d’art contemporain de Willem 3 vlissingen, Hollande.
- 2004 : collection centre d’art contemporain de Morsang-sur-Orge.
- 2000 : Fonds communal d’art contemporain de la ville de Marseille.
- 2000 : MAC, collection des galeries contemporaines des musées de Marseille.

Les expositions signalées par * ont bénéficié de l’édition d’un catalogue.